# Plaza de toros de Gerona
La plaza de toros de Gerona, también conocida como el coso de Santa Eugenia, se ubicaba hasta su demolición en 2006 en barrido de Santa Eugenia en Gerona.

## Datos sobre el coso
Su aforo era de 8.000 localidades y poseía un diámetro del ruedo de 52,20 metros. Era de segunda categoría y los propietarios era la familia Alcalde.

## Historia
La tauromaquia se celebra en esta ciudad desde mínimo 1715, pero no fue hasta 1819 que se edifica el coso de Santa Ana, inexistente actualmente.
La inauguración del ruedo de Santa Eugenia databa de 1897. Se encontraba tan próxima al río Ter que en diversas ocasiones se tiene constancia de haber sido inundada a causa de los desbordamientos.
En esta plaza ha tomado la alternativa el torero catalán Alfonso Casado.
Actualmente ya no existe, pues se derruyó en 2006 para edificar 200 viviendas y la Audiencia de Gerona.

## Curiosidades
El 23 de abril de 1950 se filmaron escenas de la película británica Pandora y el holandés errante interpretada por Ava Gardner, James Mason y el torero catalán Mario Cabré.